# 金德胡克鎮區 (密歇根州)
金德胡克鎮區（英語：Kinderhook Township）是位於美國密歇根州布蘭奇縣的一個行政鎮區。

## 地方資料
金德胡克鎮區的面積為55.30平方千米，當中陸地面積為50.40平方千米，而水域面積為4.90平方千米。根據2020年美國人口普查的數據，當地共有人口1427人，而人口密度為每平方千米25.8人。